# 諾曼·洛克威爾
諾曼·洛克威爾（英語：Norman Rockwell，1894年2月3日—1978年11月8日），是美國在20世紀早期的重要畫家及插畫家，作品橫跨商業宣傳與美國文化。他一生中的繪畫作品大都經由《星期六晚邮报》刊出，其中最知名的系列作品是在1940和50年代出現的。如《四大自由》與《女子鉚釘工》。

## 生平

### 到1942年
諾曼於1894年2月3日出生在紐約市。
14歲時由高中轉學到Chase Art school，之後進入國家設計學院就讀，最後轉入紐約藝術學生聯盟中。在那裡他受到Thomas Fogarty、Geroge Bridgman及Frank Vincent Dumond的教導。他早期曾為《聖尼可拉斯雜誌》畫過商業繪畫作品；以及美國童軍協會的刊物《童軍的一天》長期插畫，還有其他青少年出版物。
他第一份比較重要的工作是在1912年，為作家卡爾·哈里·克勞迪的書《Tell Me Why: Stories about Mother Nature》做全書的插畫，這也是他第一份書本插畫的工作。
第一次世界大戰時，諾曼加入了美國海軍，起初軍醫因他體重過輕而拒絕他參軍（他離標準體重差了8磅），後來他花了一晚狂吃香蕉、甜甜圈和大量飲料之後，體重總算過關，然而他在海軍中被分到的工作卻是軍中畫家，與體力勞動沒有關係。
諾曼在21歲時搬到了紐約州的紐洛雪鎮（New Rochelle），並開始有了自己的工作室（與一位卡通畫家Clyde Forsythe合租），他的室友當時正好在為星期六晚邮报工作，並順帶引薦諾曼在1916年，開始為星期六晚邮报畫封面。1916年5月20日，是他第一幅作品《Boy with Baby Carriage》被刊出的日期。同年他娶了艾琳·歐康諾（Irene O'Connor）為妻。1930年，他與艾琳離婚，並很快的與小學教師瑪莉·芭絲桃（Mary Barstow）結婚，生了三个孩子，分別是賈維斯Jarvis，湯瑪斯Thomas和彼得Peter。1939年，諾曼舉家搬遷到佛蒙特州的阿靈頓鎮Arlington，生活趨於穩定，並以阿靈頓鎮為靈感來源，畫出了許多美國小鎮生活的主題畫。

### 1943年到1963年
第二次世界大戰時，諾曼在七個月內完成了《四大自由》的系列畫作，體重也下降了15磅，此系列畫作是根據美國總統羅斯福的全球人權演說：「人有四種自由，分別是言論自由、信仰自由、免於匱乏的自由、免於恐懼的自由」而畫，在1943年由星期六晚邮报出版，美國財政部隨後在16個城市中舉行原畫作的巡迴展，以推銷美國戰爭公債（War Bonds）。同年，諾曼的畫室起火，損失了不少畫作和財產。
1953年，諾曼的妻子瑪莉骤逝，諾曼因過度傷心而暫停繪畫，並開始與兒子Thomas一起撰寫自己的傳記，此書在1960年出版，星期六晚邮报並以一共8本精選集的方式陸續推出，第一本的封面就使用了諾曼廣為人知的三人自畫像（Triple Self Portrait 圖片（页面存档备份，存于））。
1961年，諾曼再婚，第三任妻子是退休的小學教師莫莉·龐得森（Molly Punderson）。1963年，他正式辭去在星期六晚邮报的工作（總計畫了321幅星期六晚邮报的封面）

### 1964年到1978年

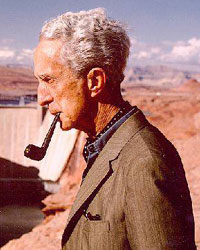
諾曼·洛克威爾晚年的照片

1964年開始，他為Look雜誌的公民權、貧窮、太空探險等主題自由繪畫。也開始替著名人士畫肖像，如美國總統，還有其他世界知名人士如埃及總統和印度總理尼赫魯。
諾曼長年以來倍受廣告公司歡迎，因他的畫作帶有直接的觀點，並充滿了有趣的細節。他曾為知名小說《湯姆歷險記》在內的四十本書畫過插圖，並定期為美國童軍的年曆提供插畫（1925年到1976年），其中最知名的《四季》畫作被出版商Brown & Bigelow以各種紀念品方式，如書籤、目錄、海報、郵票、撲克牌和真人玩偶等暢銷了17年（自1947年開始），一直到諾曼的晚年，他開始創作比較嚴肅的主題畫作（如種族與人權等）之後，才漸漸的脫離了商業插畫家的頭銜。
目前在美國麻州的史塔橋市保管有諾曼的574幅原作，並於1969年成立有諾曼·洛克威爾博物館，他的畫室也在每年的5到10月間對外開放，1977年諾曼以「顯著的描繪國家人物風土」為名，獲得了總統自由獎章（Presidential Medal of Freedom），這是美國公民的最高榮譽。隔年他以84歲的高齡過世。

## 關於諾曼畫作的評論
諾曼是一位相當多產的畫家，儘管他曾因畫室失火而失去了在1943年之前的大部分原畫，今日印有諾曼畫作的老雜誌拍賣價一本可達上百美元。
諾曼大部分的畫作都有點過於甜美、樂觀，特別是為星期六晚邮报封面所畫的作品，更加深了「理想美國世界」的印象。因此在許多當代藝術家眼中，諾曼的畫作被視為矯揉造作而且僅有物質表面的。在許多藝術評論中，都僅稱諾曼為插畫家、並非藝術家或是畫家。僅管諾曼對此不以為意，他也比較喜歡稱自己為插畫家，但有些諾曼的畫作確實深入人心，充滿力量的打動了觀者的看法，如《我們共視的難題》（The Problem We All Live With）（圖片（页面存档备份，存于））以廢除入學的種族岐視為主要題材，畫出了一個非裔小女孩被白人聯邦警察保護去上學，經過了一個有種族岐視者標語的塗鴉和被砸碎的番茄。這幅作品也許不適合放在雜誌封面，但卻是諾曼今日最經典的作品之一。
諾曼將美國傳統價值觀在整個1900年代的轉變用細膩的畫筆一一紀錄下來，使他成為了一位相當特殊的美國畫家，這也是今日他仍有許多愛好者的原因。

## 主要畫作
- 《禁止游泳》（No Swimming；1921年）圖片（页面存档备份，存于）
  - 這一幅畫作諾曼後來又畫出了有趣的老年版（Two Old Men And Dog: No Swimming；1956年）
- 《四大自由》（The Four Freedoms；1943年）圖片（页面存档备份，存于）
- 《去與回》（Going and Coming；1947年）圖片 （页面存档备份，存于）
- 《六局下半》（Bottom of the Sixth；1949年）圖片（页面存档备份，存于）
- 《對鏡女孩》（Girl at Mirror；1954年）圖片（页面存档备份，存于）
- 《結婚執照》（The Marriage License；1955年）圖片（页面存档备份，存于）
- 《三人自畫像》（Triple Self-Portrait；1960年）圖片
- 《金律》（Golden Rule；1961年）圖片 （页面存档备份，存于）
- 《我們共視的難題》（The Problem We All Live With；1964年）圖片（页面存档备份，存于）
- 《鄰家來的新孩子》（New Kids in the Neighborhood；1967年）圖片

## 外部連結
- 美國麻省史塔橋市的諾曼·洛克威爾博物館（页面存档备份，存于）－英文
- 美國古根漢美術館（页面存档备份，存于） 諾曼·洛克威爾特展
- 諾曼的簡史（页面存档备份，存于） 在美國插畫之屋網站的介紹－英文
- 諾曼的簡歷（页面存档备份，存于） 在美國古董對話的網站－英文
- 諾曼的簡歷（页面存档备份，存于） －英文
- 為童軍奉獻的藝術家－諾曼·洛克威爾（页面存档备份，存于）－繁體中文
- 用google看諾曼的所有畫作